# Ingolf Rogde
Ingolf Rogde, född 14 maj 1911 på Haugsholmen i Sande, död 4 juni 1978 i Oslo, var en norsk skådespelare.
Rogde var son till skepparen Hans Rogde (1875–1928) och Anna Erika Kriken (1879–1967). Under uppväxten flyttade familjen via Laksevåg till Sunnmøre. Han tog examen vid handelsskola 1928 och var under åtta år anställd vid Bjølvefossens smältverk i Ålvik, Hardanger. Samtidigt studerade han dramatik och inövade roller under vägledning av Hans Stormoen.
År 1937 debuterade Rogde i Trøndelag Teaters första föreställning, Kvinnene på Niskavuori, som regisserades av Henry Gleditsch. Han blev kvar vid denna teater fram till och med 1943 och verkade där igen 1945–1946. Därutöver var han engagerad vid Det Nye Teater 1943–1945, Det norske teatret 1946–1950, 1957–1960 och från 1972, Rogaland Teater 1951–1952, Folketeatret 1952–1953 och Riksteatret 1950–1951, 1953–1957 och 1960–1972. Han gjorde även gästspel vid Den Nationale Scene och Nationaltheatret.
Rogde var en allsidig skådespelare och uppträdde i moderna föreställningar såväl som i lustspel, komedier och klassiska draman. Han mest kända rolltolkning är titelrollen i Jeppe på berget som han gjorde vid flera teatrar i över 700 föreställningar. Vid sidan av teatern gjorde han biroller på film och var en populär uppläsare i radio. I TV gjorde han sig bemärkt som Ekdal i en TV-teateruppsättning av Henrik Ibsens Vildanden (1970) och Mack i TV-serien Benoni & Rosa (1975).
Han var från 1942 till omkring 1960 gift med skådespelaren Siri Rom. Efter skilsmässan bodde paret återigen tillsammans från 1973. Tillsammans fick de dottern, skådespelaren Brita Rom som i sin tur är mor till musikern Mads Henrik Rogde.
Rogde erhöll 1960 Statens Kunstnerstipend och blev utnämnd till riddare av första klass v St. Olavs Orden 1969.

## Filmografi
- 1945 – Rikard Nordraak
- 1948 – Trollforsen
- 1949 – Kärlek blir din död
- 1951 – Dei svarte hestane
- 1951 – Ukjent mann
- 1954 – Portrettet
- 1958 – Bustenskjold
- 1959 – Den stora skattjakten
- 1961 – Hans Nielsen Hauge
- 1965 – Klimaks
- 1968 – Det lykkelige valg
- 1970 – Vildanden
- 1972–1974 – Fleksnes fataliteter (TV-serie)
- 1975 – Benoni & Rosa (TV-serie)
- 1976 – Nitimemordet (TV-serie)
- 1977 – Dagny
- 1977 – Kosmetikkrevolusjonen
- 1977 – Lykkespill (TV-serie)
- 2011 – Koselig med peis (TV-serie)